# کاروانسرای اراک
کاروان‌سرای اراک بنایی مربوط به دوران صفویه است که در مشک آباد و در فاصله ۴۰ کیلومتری شرق اراک، نزدیک روستای انجدان و امان آباد قرار دارد این کاروانسرا مربع شکل در مسیر اصفهان به غرب ایران ساخته شده است.